# Matli
Matli es una localidad de Pakistán, en la provincia de Sindh, Es la capital de Matli Taluka, una subdivisión administrativa del distrito.

## Demografía
Según estimación 2010 contaba con 43189 habitantes.